# Červen 2024
Toto je archivovaný článek z portálu Aktuality.
1. června – sobota
 Africký národní kongres ztratil po sečtení výsledků voleb většinu v jihoafrickém parlamentu. 
2. června – neděle
 Čínská sonda Čchang-e 6 přistála na odvrácené straně Měsíce. 
3. června – pondělí
 Claudia Sheinbaumová byla zvolena první prezidentkou Mexika. 
4. června – úterý
 Čínská sonda Čchang-e 6 po odebrání vzorků odstartovala z odvrácené strany Měsíce. 
5. června – středa
 Ve večerních hodinách došlo ke srážce vlaků v Pardubicích, která si vyžádala 4 mrtvé a 27 zraněných. 
 Raketa Atlas V vynesla kosmickou loď Starliner společnosti Boeing na první pilotovanou misi k Mezinárodní vesmírné stanici. 
7. června – pátek
 V Česku byly zahájeny volby do Evropského parlamentu, které potrvají do 8. června 2024. 
 V Římě bylo zahájeno Mistrovství Evropy v atletice. 
 Dánská premiérka Mette Frederiksenová byla na kodaňské ulici napadena, útočník byl zadržen. 
8. června – sobota
 Eva a Vašek oznámili konec společné hudební kariéry. 
 Při protiteroristickém zásahu v uprchlickém táboře Nusejrat v Pásmu Gazy osvobodily izraelské ozbrojené složky čtyři rukojmí, zadržovaná od 7. října 2023. 
9. června – neděle
 V Evropě proběhly volby do europarlamentu. V Česku vyhrálo ANO 2011 (26,14 %) následované koalicí SPOLU (22,27 %). Celkově nejvíce uspěla frakce EPP následovaná frakcí S&D. (Podrobné výsledky v Česku: ANO 2011 7 křesel 26,14 %; koalice SPOLU 6 křesel 22,27 %; Přísaha a Motoristé 2 křesla 10,26 %; Stačilo! 2 křesla 9,56 %; Starostové a osobnosti pro Evropu 2 křesla 8,7 %; Piráti 1 křeslo 6,2 % a SPD a Trikolora 1 křeslo 5,73 %.) 
 Francouzský prezident Emmanuel Macron v návaznosti na výsledek eurovoleb rozpustil parlament a vypíše parlamentní volby. 
13. června – čtvrtek
 Během poslední návštěvy Česka v roli prezidentky udělil prezident Petr Pavel Zuzaně Čaputové Řád Bílého lva s řetězem, která zase udělila Petru Pavlovi Řád bílého dvojkříže. 
14. června – pátek
 Armáda České republiky zaslala osm koní Převalského ze Zoo Praha do stepi v Kazachstánu. V Kazachstánu se přitom koně Převalského nevyskytovali již minimálně 200 let. 
15. června – sobota
 Peter Pellegrini složil prezidentskou přísahu a stal se 6. prezidentem Slovenska. 
24. června – pondělí
 Česko navštívil nový argentinský prezident Javier Milei. U příležitosti převzetí výroční ceny Liberálního institutu přednesl projev na konferenci v paláci Žofín. Setkal se také s prezidentem Petrem Pavlem a předsedou vlády Petrem Fialou. 
25. června – úterý

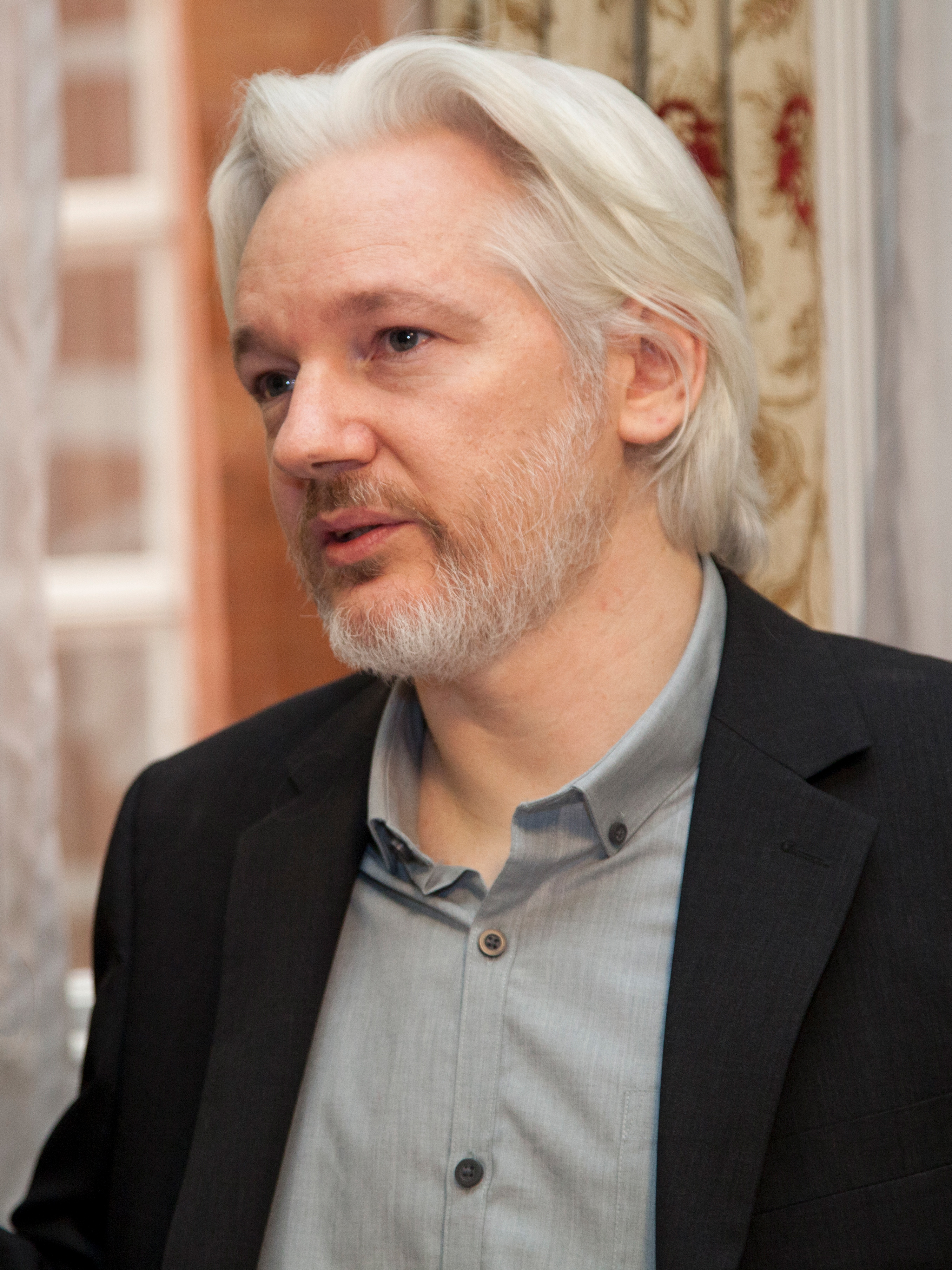
Julian Assange

 Nejvyšší soud Státu Izrael zrušil výjimku z branné povinnosti pro ultraortodoxní židovské studenty. 
 Čínská sonda Čchang-e 6 dopravila na Zemi vzorky odebrané na odvrácené straně Měsíce. 
 Julian Assange (na obrázku), zakladatel serveru WikiLeaks, uzavřel dohodu o vině a trestu, čímž jeho trestní stíhání po více než 20 letech skončilo a byl propuštěn z britského vězení. 
26. června – středa
 Slovenský prezident Peter Pellegrini přijel na svou první zahraniční návštěvu do České republiky, kde uctil památku obětí střelby na Filozofické fakultě Univerzity Karlovy a jednal prezidentem Petrem Pavlem a premiérem Petrem Fialou. 
 Mark Rutte byl jmenován generálním tajemníkem NATO. 
 Dopravní podnik hl. m. Prahy zahájil rekonstrukci horní části Václavského náměstí spojenou s obnovením tramvajové trati. 
 Bolivijská armáda vstoupila do prezidentského paláce v La Paz, kde prezident Luis Arce vyzval velitele k opuštění sídla a apeloval na občany, aby se postavili proti státnímu převratu. Generál Juan José Zuňiga, považovaný za vůdce nezdařeného puče, byl v noci zadržen. 
27. června – čtvrtek
 Na Slovensku u Nových Zámků došlo ke střetu autobusu s mezinárodním expresem. Srážka si vyžádala 7 mrtvých a nejméně 5 zraněných. 